# 九州グリーン豪遊券
九州グリーン豪遊券（きゅうしゅうグリーンごうゆうけん）は、九州旅客鉄道（JR九州）がかつて発売していた特急・急行列車のグリーン車が乗り放題となる特別企画乗車券（「トクトクきっぷ」）である。

## 概説
JR九州線（下関以南）の特急・急行列車のグリーン車・普通車指定席を利用出来る。通年使用が可能で、有効期間は連続した3日間である。
発売当初は「九州豪遊券」と称し、グリーン車以外にも当時運行していた急行「かいもん」「日南」のB寝台車も利用可能だった。
九州地区以外では北海道旅客鉄道（JR北海道）・東日本旅客鉄道（JR東日本）・東海旅客鉄道（JR東海）・西日本旅客鉄道（JR西日本）のみどりの窓口・旅行センターでも発売されていたが、1990年代後半以降は順次発売を取りやめている。但しJR東海のみどりの窓口では廃止まで発売を継続していた。
また、お正月バージョンとして「お正月おでかけきっぷ」も発売されていたが（1月1日・2日の2日間乗り放題）、後述する理由により2003年の元旦分を最後にこちらも廃止された。

## 特徴および利用上の注意点
- 787系のグリーン個室は利用不可。
- JR九州バスは利用不可。
- JR九州線内を走る寝台特急については、レガートシート及び立席特急券・指定席特急券・グリーン券で乗車可能な列車・区間のみ有効（JR他社の車両を使用する列車でも同じ）。
- 遅延等による払い戻しはされない。
- ホームライナー・さわやかライナー（廃止）は乗車整理券が必要。
- 駅レンタカーが「レール&レンタカー」の料金で利用出来る。
- 2万円台という価格から、学生などの利用も多かった。

## 沿革
- 1988年（昭和63年）3月13日 - 「九州豪遊券」の名で発売開始。3日間用と5日間用を設定。
- 1989年（平成元年）4月1日 - 消費税導入と通行税廃止により価格改定。
- 1992年（平成4年）7月15日 - 5日間用を廃止。3日間用を価格改定、22,000円となる。
- 1996年（平成8年）11月1日 - 九州島内のグリーン料金値下げと同時に価格改定、20,500円となる。
- 1997年（平成9年）4月1日 - 消費税率改定により価格改定、20,900円となる。
- 2003年（平成15年）9月30日 - 発売終了[1][2]。

## 廃止の背景
2003年9月を以て発売を終了したが、その背景には以下の要因が挙げられる。
- JR東日本が発売している「土・日きっぷ」・「三連休パス」等で、2002年に乗車予定のない列車への座席指定をするユーザーが続発したことから、不必要な座席指定を抑制するため（「土・日きっぷ」・「三連休パス」等は2003年度の発売分より座席指定の回数を4回までに制限した）。
- JR九州が特別企画乗車券のメインを回数券タイプの「2枚きっぷ」・「4枚きっぷ」にして、割引率をかなり大きく設定したため。
- 翌年に開業を控えた九州新幹線に当時グリーン車を設定しなかったため（2011年の全線開通（山陽新幹線直通開始）時に設定）。

九州グリーン豪遊券の廃止で、JR九州全線タイプのフリー乗車券は一旦無くなった。その後、2007年に期間限定で「九州特急フリーきっぷ」という九州新幹線を含むJR九州全線乗り放題のきっぷが発売された。また、2012年11月には「水戸岡鋭治の幸福（しあわせ）な鉄道展」開催にちなんで「九州の幸福（しあわせ）な鉄道フリーきっぷ」という九州新幹線を含む（指定席は「ゆふいんの森」「A列車で行こう」「あそぼーい!」「指宿のたまて箱」のみ4回まで使用可能）JR九州全線3日間乗り放題のきっぷが期間限定で発売された。その後、2013年2月には誕生月に「みずほ」及び「あそぼーい!」の白いクロちゃんシートを除き6回までグリーン指定（DXグリーン含む）及び普通指定が利用可能な「Happy Birthday♪Kyushu Pass」、7月には普通指定が6回まで利用可能な「アラウンド九州きっぷ」が発売されている。